# Associação Atlética Anapolina
Maillots
Le Associação Atlética Anapolina est un club brésilien de football  basé à Anápolis.
Le nom de ce club de football n'est en aucun cas lié à celui de l'actrice de charme bien connue. 

## Historique
- 1948 : fondation du club

## Entraîneurs
- 2011 : Rogério Corrêa